# Tqana
Tqana (tiếng Ả Rập: تقانة) là một ngôi làng Syria nằm ở Maarrat al-Nu'man Nahiyah ở huyện Maarrat al-Nu'man, Idlib. Theo Cục Thống kê Trung ương Syria (CBS), Tqana có dân số 562 người trong cuộc điều tra dân số năm 2004.